# سلحفاة أرجنتينية
السلحفاة الأرجنتينية هي نوع من السلاحف البرية. تعيش هذه السلاحف حصراً في الأرجنتين، على الرغم من أن اسمها العلمي يشير لتشيلي.